# 라이먼 제임스 브릭스
라이먼 제임스 브릭스(Lyman James Briggs, 1874년 5월 7일 – 1963년 3월 25일)는 미국의 엔지니어, 물리학자 및 행정가였다. 그는 대공황 당시 NBS(미국 국립표준기술연구소)의 국장을 역임했고, 미국이 2차 세계 대전에 참전하기 전에는 우라늄 위원회의 위원장을 역임했다. 미시간 주립 대학교의 라이먼 브릭스 칼리지(Lyman Briggs College)는 그의 이름을 따서 명명되었다.